# Zapfendorf

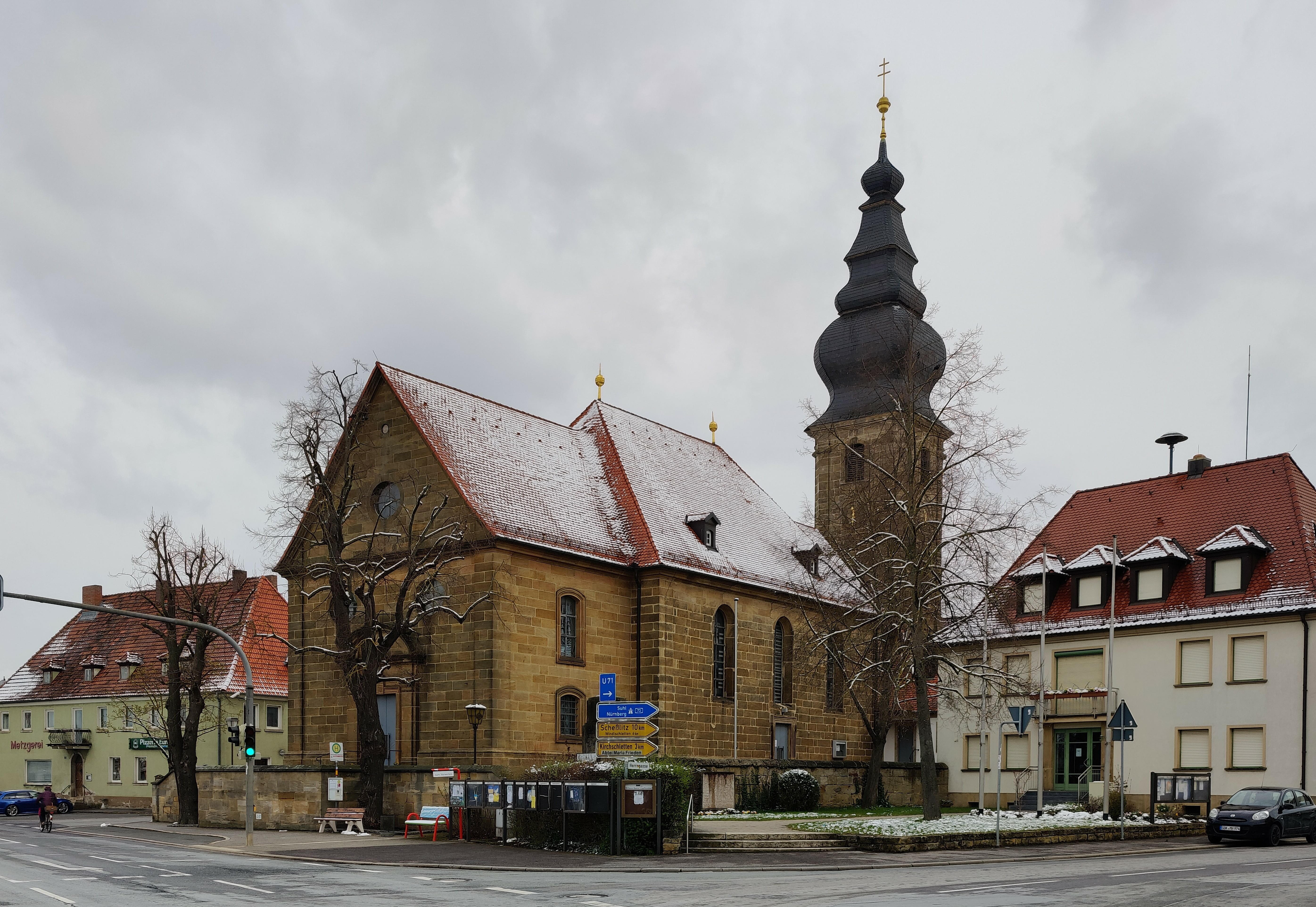
Pfarrkirche St. Peter und Paul

Zapfendorf ist ein Markt am nördlichen Rand des oberfränkischen Landkreises Bamberg und zählt zur Metropolregion Nürnberg.

## Geografie

### Geografische Lage
Durch die Lage an einem Transportweg entlang des Mains von Osten nach Westen sowie von Thüringen nach Bayern war Zapfendorf im Maintal stets Durchgangsstation. Auf dem Main transportierten Flößer Holz aus dem Frankenwald zum Rhein und bis nach Rotterdam.

### Nachbargemeinden
Nachbargemeinden sind (von Norden beginnend im Uhrzeigersinn): Ebensfeld (Landkreis Lichtenfels), Scheßlitz, Breitengüßbach und Rattelsdorf.

### Gemeindegliederung
Zapfendorf hat zehn Gemeindeteile (in Klammern ist der Siedlungstyp angegeben):
- Kirchschletten (Pfarrdorf)
- Lauf (Kirchdorf)
- Oberleiterbach (Kirchdorf)
- Oberoberndorf (Dorf)
- Reuthlos (Dorf)
- Roth (Dorf)
- Sassendorf (Kirchdorf)
- Unterleiterbach (Kirchdorf)
- Weihersmühle (Einöde)
- Zapfendorf (Hauptort)

Es gibt die Gemarkungen Kirschletten, Lauf, Oberleiterbach, Oberoberndorf, Reuthlos, Sassendorf, Unterleiterbach und Zapfendorf.

## Geschichte

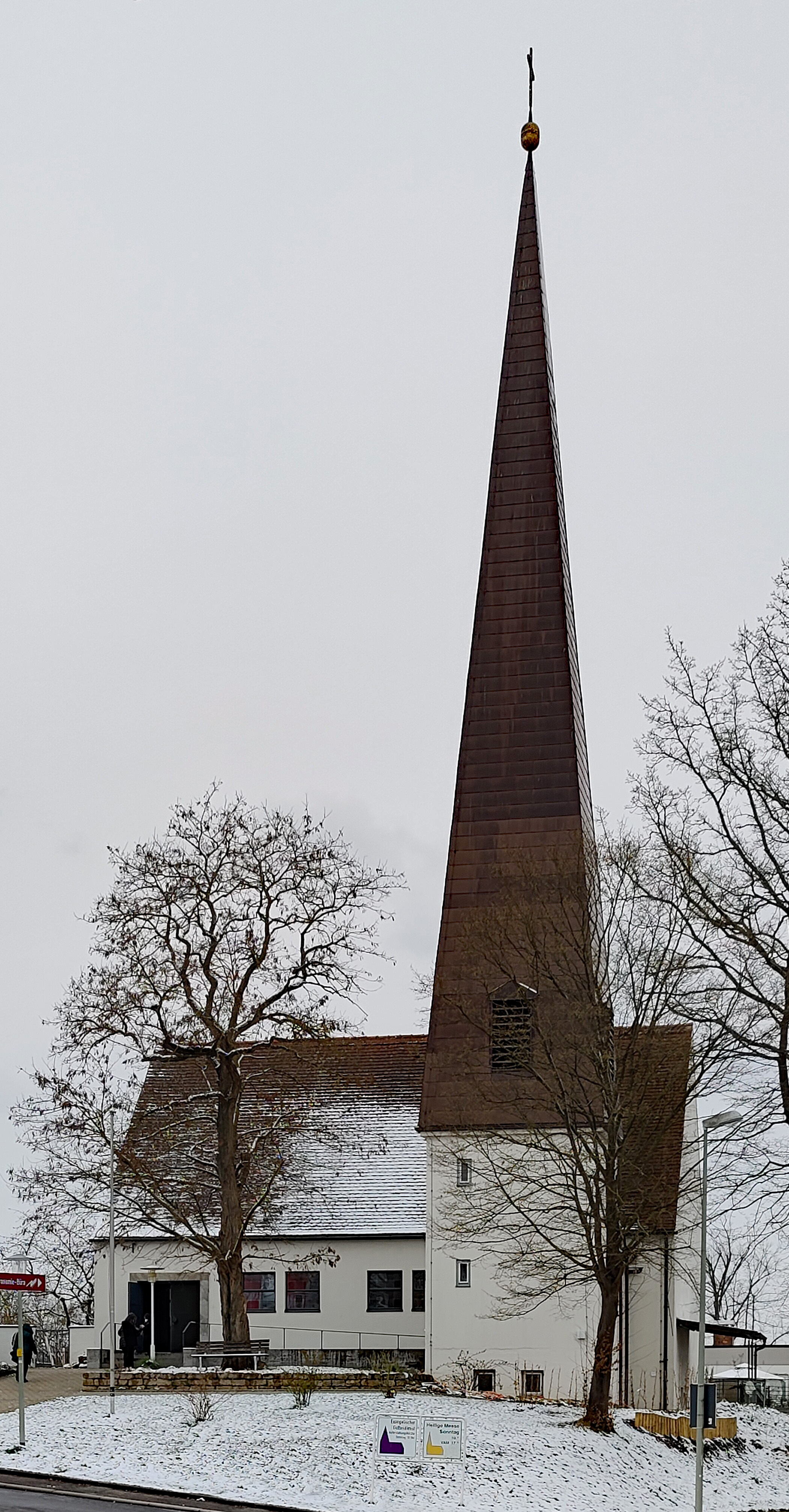
Zapfendorf, Auferstehungskirche

### Bis zur Gemeindegründung
Der Ort war bereits in der Frühgeschichte besiedelt, wie Funde aus der Bronzezeit belegen. Zapfendorf wurde 904 zum ersten Mal urkundlich erwähnt. Der Name geht zurück auf Zapfo (Dorf des Zapf) und bezieht sich also wohl auf einen zapfenden Wirt. Ursprüngliche Herren waren die Meranier, ihnen folgten die Truhendinger. Diese verkauften den Ort 1390 an das Hochstift Bamberg, das ab 1500 im Fränkischen Reichskreis lag. Seit dem Reichsdeputationshauptschluss von 1803 gehört der Ort zu Bayern (Siehe auch Geschichte Frankens).

### Zweiter Weltkrieg
Kurz vor Ende des Zweiten Weltkriegs fand am 1. April 1945, gegen 7:50 Uhr, ein Luftangriff auf den Bahnhof Zapfendorf statt. Dort war zu diesem Zeitpunkt ein Güterzug zum Halten gekommen, der auch explosionsfähiges Material geladen hatte. Um was es sich handelte, ist nicht überliefert. Der Zug wurde bei dem Angriff getroffen, geriet in Brand und explodierte in zwei aufeinander folgenden Detonationen. Sie hinterließen zwei eng beieinander liegende Explosionskrater, die eine Fläche von 68 m × 18 m einnahmen und bis zu 4,50 m tief waren. 23 Menschen starben. Durch die herumfliegenden, teils brennenden Teile wurde Zapfendorf weitgehend zerstört.
Anlässlich des viergleisigen Ausbaus der Bahntrasse durch Zapfendorf wurden 2015/2016 die archäologischen Reste der Katastrophe dokumentiert. Dabei wurden 30 Tonnen Stahlschrott geborgen, Überreste von mindestens sieben zerstörten Güterwagen (Radsätze, Puffer und Kupplungen) und deren Ladung, darunter unterschiedliche Waffen und Munition. Eine reguläre Ausgrabung unterblieb wegen der Gefahr, die von noch nicht explodiertem Sprengstoff ausging.

### Nach dem Zweiten Weltkrieg

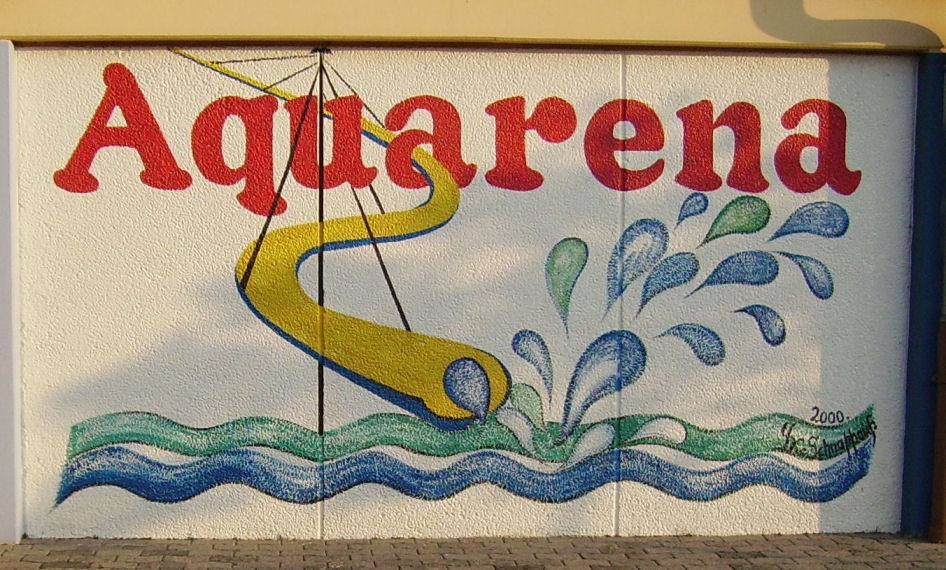
Logo des Aquarena-Schwimmbads

1955 wurde Zapfendorf die Bezeichnung Markt verliehen. Am 30. April 1972 wurde das Freibad Aquarena eröffnet.
Bis zum 30. Juni 1972 gehörte Zapfendorf zum aufgelösten Landkreis Staffelstein, ehe es zum Landkreis Bamberg kam. Heute ist es in der Region Oberfranken-West als Kleinzentrum eingestuft.
Im Jahr 2022 wurde der Neubau des Zapfendorfer Kindergartens St. Franziskus fertiggestellt. Der Bau kostete mehr als 3,5 Millionen Euro. Im Dezember 2022 wurde die Einrichtung einer Asylunterkunft diskutiert. Februar 2023 bedrohten Asylgegner den Gemeinderat und Anfang März gab es einen Aufmarsch des Der III. Weg.

### Eingemeindungen
Im Zuge der Gebietsreform in Bayern wurden am 1. Juli 1972 die Gemeinden Kirchschletten, Lauf, Oberleiterbach, Oberoberndorf und Sassendorf eingegliedert. Am 1. Januar 1978 kam Unterleiterbach dazu.

### Einwohnerentwicklung
Im Zeitraum von 1988 bis 2018 wuchs der Markt von 4046 auf 5002 um 956 Einwohner bzw. um 23,6 %.
Einwohnerzahlen mit Erstwohnsitz, Stand: 31. Dezember:
| Gemeindeteil    | 1995 | 1999 | 2005 | 2007  | 2008  | 2009 | 2010 | 2011 | 2012 | 2013 | 2018 | 2020 | 2021 |
| --------------- | ---- | ---- | ---- | ----- | ----- | ---- | ---- | ---- | ---- | ---- | ---- | ---- | ---- |
| Zapfendorf      | 2722 | 2698 | 2848 | 02795 | 02799 | 2810 | 2795 | 2787 | 2802 | 2795 | 2843 | 2847 | 2875 |
| Kirchschletten  | 110  | 116  | 118  | 121   | 118   | 111  | 119  | 122  | 118  | 111  | 112  | 97   | 103  |
| Lauf            | 729  | 664  | 693  | 718   | 687   | 692  | 678  | 690  | 679  | 685  | 714  | 700  | 704  |
| Oberleiterbach  | 260  | 264  | 265  | 265   | 262   | 264  | 267  | 267  | 270  | 273  | 274  | 280  | 267  |
| Oberoberndorf   | 79   | 85   | 97   | 94    | 95    | 88   | 91   | 88   | 88   | 83   | 77   | 82   | 83   |
| Reuthlos        | 84   | 100  | 93   | 96    | 99    | 96   | 88   | 95   | 91   | 88   | 95   | 97   | 96   |
| Roth            | 64   | 66   | 65   | 67    | 65    | 67   | 67   | 67   | 65   | 62   | 63   | 66   | 65   |
| Sassendorf      | 209  | 215  | 265  | 265   | 270   | 269  | 259  | 263  | 265  | 266  | 272  | 271  | 264  |
| Unterleiterbach | 596  | 635  | 636  | 625   | 619   | 628  | 608  | 611  | 606  | 590  | 562  | 575  | 568  |
| Weihersmühle    |      |      |      |       |       |      |      |      | 7    | 7    |      |      |      |
| Babenberg       |      |      |      |       |       |      |      |      | 13   | 10   |      |      |      |
| Gesamt          | 4853 | 4843 | 5080 | 5046  | 5014  | 5025 | 4972 | 4990 | 5004 | 4970 | 5012 | 5015 | 5025 |

## Religion
Laut Zensus am 9. Mai 2011 sind 78,6 % der Einwohner römisch-katholisch und 12,0 % evangelisch-lutherisch. 9,4 % haben eine andere Religion oder sind konfessionslos.

## Politik

### Bürgermeister
Erster Bürgermeister ist seit 1. Mai 2020 Michael Senger (Wählergemeinschaft Sassendorf), der sich gegen den seit Juni 2015 amtierenden Volker Dittrich (Alternative für Zapfendorf/CSU) und einen weiteren Mitbewerber im ersten Wahlgang mit 51,05 % der Stimmen durchsetzte. Dittrich hatte die Stichwahl 2015 mit 54,74 % der Stimmen gegen Klaus Lachmann (Zapfendorfer Gemeinschaft) gewonnen. Vom 1. Mai 2014 bis 12. März 2015 war Matthias Schneiderbanger (CSU) Bürgermeister. Anfang Dezember 2014 wurde er in Haft genommen. Es wurde ihm vorgeworfen, knapp 280.000 Euro aus der Gemeindekasse veruntreut zu haben. Ende Januar 2015 wurde Schneiderbanger vorläufig seines Amtes als Bürgermeister enthoben. Am 12. März 2015 wurde der Rücktritt von Schneiderbanger vom Gemeinderat bestätigt. Im Mai 2015 wurde er zu zwei Jahren Haft auf Bewährung verurteilt. Sein Vorgänger war von 1978 bis 2014 Josef Martin (CSU/Vereintes Umland).
Liste der Bürgermeister seit 1906:
| Bürgermeister                                  | Amtszeit  |
| ---------------------------------------------- | --------- |
| Josef Berbig                                   | 1906–1912 |
| Georg Fritz                                    | 1912–1915 |
| Johann Jüngling                                | 1915–1918 |
| Heinrich Kistner                               | 1918–1922 |
| Johann Helmreich                               | 1922–1944 |
| Otto Kuhn                                      | 1945      |
| Willi Köhler                                   | 1945–1948 |
| Josef Helmreich                                | 1948–1978 |
| Josef Martin (CSU/VU)                          | 1978–2014 |
| Matthias Schneiderbanger (CSU)                 | 2014–2015 |
| Volker Dittrich (AfZ/CSU)                      | 2015–2020 |
| Michael Senger (Wählergemeinschaft Sassendorf) | seit 2020 |

### Marktgemeinderat
Die Kommunalwahlen seit 2002 führten zu folgenden Sitzverteilungen im Marktgemeinderat:
| Partei / Liste                     | Wahl 2020 | Wahl 2014 | Wahl 2008 | Wahl 2002 |
| CSU                                | 6 Sitze   | 7 Sitze   | 7 Sitze   | 7 Sitze   |
| Grüne/Soziales Zapfendorf          | 2 Sitze   | –         | –         | –         |
| SPD                                | –         | 2 Sitze   | 3 Sitze   | 3 Sitze   |
| Zukunft Zapfendorf                 | 4 Sitze   | –         | –         | –         |
| Vereintes Umland                   | 2 Sitze   | 2 Sitze   | 6 Sitze   | 5 Sitze   |
| Wählergemeinschaft Sassendorf      | 2 Sitze   | 2 Sitze   | 2 Sitze   | 1 Sitz    |
| Aktive Bürgerliste Unterleiterbach | 2 Sitze   | 2 Sitze   | n. a.     | n. a.     |
| Wählergemeinschaft Oberleiterbach  | 1 Sitz    | 2 Sitze   | 2 Sitze   | n.a       |
| Bürgervertretung Lauf              | 1 Sitz    | 2 Sitze   | n. a.     | n. a.     |
| Freie Wähler                       | –         | 1 Sitz    | n. a.     | n. a.     |
| Gesamt                             | 20        | 20        | 20        | 16        |

### Wappen
|  | Blasonierung: „Geteilt von Rot und Gold; oben zwei wachsende, schräg gekreuzte goldene Gewandnadeln, unten ein wachsender rotbewehrter, mit einer silbernen Schrägleiste überdeckter schwarzer Löwe.“ |
|  | |

## Ansässige Unternehmen
- Werk IV der Bayerischen Milchindustrie eGmbH (BMI), die dort seit ihrer Gründung 1952 überschüssige Magermilchmengen verarbeitet.
- Firma Nestmann mit über 50 Mitarbeitern, die homöopathische Arzneimittel herstellt.
- Ein Holzkraftwerk der Veolia Umweltservice, Tochter der französischen Veolia-Gruppe, das jährlich bis zu 65.000 Tonnen Altholz, vor allem hoch mit Schadstoffen belastetes, zur Energiegewinnung verbrennt.
- Betonwerk Schneider, gegründet 1862
- Porzner Steine und Erden (Kieswerk), gegründet 1882
- Die mittelständische Firma Nova Dry, welche Wasserschadenssanierungen durchführt[23].
- Rauh SR Fensterbau mit über 70 Mitarbeitern, die Holz-Aluminium-Fenster industriell fertigt[24].

### Ehemalige Brauereien
Im Marktgemeindegebiet besteht keine Brauerei mehr. Die Brauerei Hennemann im Ortsteil Unterleiterbach schloss 2007, die Brauerei Drei Kronen in Zapfendorf im Jahre 2003. In Unterleiterbach gab es bis Mitte der 1990er Jahre mit der Brauerei Mahkorn noch eine zweite Brauerei.

## Sehenswürdigkeiten
- Valentinikapelle von Johann Jakob Michael Küchel
- Schloss in Unterleiterbach
- St. Peter und Paul (Zapfendorf)
- St.-Laurentius-Kirche in Oberleiterbach mit der Grabstätte des Einsiedlers Ivo Hennemann, von 1859 bis 1897 Eremit auf dem Staffelberg (Landkreis Lichtenfels) und Freund des Dichters Joseph Victor von Scheffel
- Abtei Maria Frieden in Kirchschletten
- Oberleiterbach mit seinen Fachwerkhäusern gewann im Jahr 1977 beim Bundeswettbewerb Unser Dorf soll schöner werden die Goldmedaille

## Verkehr
Zapfendorf hat einen Haltepunkt an der Bahnstrecke Bamberg–Hof, parallel zu dieser Strecke verläuft die Schnellfahrstrecke Eltersdorf–Leipzig durch den Ort. Der Ort liegt westlich der Bundesautobahn 73 (Nürnberg–Suhl) und hat eine eigene Anschlussstelle. Durch Zapfendorf verläuft der Fränkische Marienweg.

## Vereine
Alle Gemeindeteile außer Weihersmühle und Babenberg haben Freiwillige Feuerwehren.

### Musikverein Zapfendorf
Zwar gehen die Ursprünge des Musikvereins Zapfendorf bis in die Mitte des 19. Jahrhunderts zurück, die offizielle Gründung fand jedoch erst im Jahr 1977 statt. Seit 2022 ist Dieter Schwartz der Dirigent. Im Jahr 1997 erhielt der Verein die Pro Musica-Plakette für 100-jährige musikalische Tradition und im Jahr 2014 traten die Musiker zum ersten Mal als Höchststufenorchester zum Wertungsspiel an. Der Musikverein ist neben seinen Konzerten auch bei regionalen Festen und Kreismusikfesten, Festzügen, kirchlichen Veranstaltungen und Wertungsspielen zu hören.

## Söhne und Töchter des Marktes
- Andreas Dumrauf (1888–1955), Ringer